# Discografia de Elton John
A discografia do cantor e compositor inglês Elton John consiste em 31 álbuns de estúdio, 5 álbuns ao vivo, 10 álbuns de trilha sonora, 16 álbuns de compilação, 4 extended plays (EPs), 3 álbuns de tributo, 4 álbuns colaborativos e 2 álbuns de temática natalina. Em atividade desde a década de 1970 até meados dos anos 2020, John é considerado um dos mais influentes e celebrados cantautores de sua geração, com um catálogo discográfico que abrange mais de quatro décadas nas principais paradas musicais mundiais e uma mescla vibrante de estilos como blues, pop rock, hard rock e música pop.
Em 1969, John lançou seu primeiro álbum de estúdio, Empty Sky, que teve como destque a canção "Skyline Pigeon". No ano seguinte, John lançou seu segundo álbum de estúdio e o primeiro álbum autointitulado de sua carreira, Elton John, sendo este o seu primeiro trabalho a contar com a produção de Gus Dudgeon e que continha os sucessos "Your Song", "Take Me to the Pilot" e "Border Song". John alcançou maior sucesso comercial com os lançamentos seguintes ao longo da década de 1970, como os estrondosos sucessos comerciais de Honky Château (1972), Don't Shoot Me I'm Only the Piano Player (1973), Goodbye Yellow Brick Road (1973), Caribou (1974), Captain Fantastic and the Brown Dirt Cowboy (1975) e Rock of the Westies (1975). Ao longo das décadas seguintes, John manteve-se como um dos mais proeminentes artistas do cenário musical do pop rock com o lançamento de 21 at 33 (1980), Too Low for Zero (1983), Sleeping with the Past (1989), The One (1992), Made in England (1995) e The Big Picture (1997). Desde então, o artista continuou seu trabalho inovador gravando novo material discográfico, incluindo o álbum Songs from the West Coast (2001), The Diving Board (2013), Wonderful Crazy Night (2016) e The Lockdown Sessions (2021). Em 2017, John lançou sua própria coletânea musical Diamonds, incluindo sucessos comerciais de sua carreira entre 1970 e 2016.
Ao longo de toda sua carreira, John vendeu mais de 300 milhões de discos em todo o mundo, sendo frequentemente citado como um dos artistas recordistas de vendas na história da música. Goodbye Yellow Brick Road, considerado uma obra-prima musical da década de 1970 e um dos mais respeitados álbuns da carreira de John, permanece como seu álbum mais vendido com mais de 30 milhões de cópias vendidas em todo o mundo e está elencado entre os álbuns mais vendidos de todos os tempos. De acordo com a RIAA, John já ultrapassou a marca de 80 milhões de cópias nos Estados Unidos, tornando-se o sexto maior artista masculino no país. Em 2019, John foi considerado pela revista especializada em música Billboard como o mais bem-sucedido artista musical solo de todos os tempos (superado apenas pelos The Beatles e The Rolling Stones, duas bandas também britânicas).

## Discografia

### Álbuns de estúdio
| Ano  | Álbum | Melhor Posição | Melhor Posição | Melhor Posição | Melhor Posição | Melhor Posição | Melhor Posição | Melhor Posição | Certificação                                                                     |
| Ano  | Álbum | GBR            | AUS            | AUT            | CAN            | EUA            | FRA            | GER            | Certificação                                                                     |
| ---- | --- | -------------- | -------------- | -------------- | -------------- | -------------- | -------------- | -------------- | -------------------------------------------------------------------------------- |
| 1969 | Empty Sky - Lançamento: 6 de junho de 1969 - Formato: LP, cassette - Gravadora: DJM                                           | —              | —              | —              | 30             | 6              | —              | —              | —                                                                                |
| 1970 | Elton John - Lançamento: 10 de abril de 1970 - Formato: LP, cassette - Gravadora: DJM                                         | 5              | 2              | —              | 4              | 4              | —              | —              | - Ouro                                                                           |
| 1970 | Tumbleweed Connection - Lançamento: 30 de outubro de 1970 - Formato: LP, cassette - Gravadora: DJM                            | 2              | 4              | —              | 4              | 6              | —              | —              | - Platina                                                                        |
| 1971 | Madman Across the Water - Lançamento: 5 de novembro de 1971 - Formato: LP, cassette - Gravadora: DJM                          | 41             | 8              | —              | 13             | 8              | —              | —              | - 2× Platina                                                                     |
| 1972 | Honky Château - Lançamento: 19 de maio de 1972 - Formato: LP, cassette - Gravadora: DJM                                       | 2              | 4              | —              | 3              | 1              | —              | 43             | - Platina                                                                        |
| 1973 | Don't Shoot Me I'm Only the Piano Player - Lançamento: 22 de janeiro de 1973 - Formato: LP, cassette - Gravadora: DJM         | 1              | 1              | —              | 1              | 1              | —              | 16             | - 3× Platina                                                                     |
| 1973 | Goodbye Yellow Brick Road - Lançamento: 5 de outubro de 1973 - Formato: LP, cassette - Gravadora: DJM                         | 1              | 1              | —              | 1              | 1              | 41             | 5              | - Platina - 8× Platina                                                           |
| 1974 | Caribou - Lançamento: 28 de junho de 1974 - Formato: LP, cassette - Gravadora: DJM                                            | 1              | 1              | —              | 1              | 1              | 30             | 6              | - Ouro - 2× Platina                                                              |
| 1975 | Captain Fantastic and the Brown Dirt Cowboy - Lançamento: 19 de maio de 1975 - Formato: LP, cassette - Gravadora: DJM         | 2              | 1              | 7              | 1              | 1              | 22             | 2              | - Ouro - 3× Platina                                                              |
| 1975 | Rock of the Westies - Lançamento: 24 de outubro de 1975 - Formato: LP, cassette - Gravadora: DJM                              | 5              | 4              | —              | 1              | 1              | 5              | 33             | - Platina - Platina - 8× Platina                                                 |
| 1976 | Blue Moves - Lançamento: 22 de outubro de 1976 - Formato: LP, cassette - Gravadora: Rocket                                    | 3              | 8              | —              | 5              | 3              | 12             | 39             | - Ouro - Ouro - Platina - Ouro                                                   |
| 1978 | A Single Man - Lançamento: 1 de outubro de 1978 - Formato: LP, cassette - Gravadora: Rocket                                   | 8              | 8              | —              | 12             | 15             | 12             | 17             | - Ouro - Platina - Platina - Ouro - Ouro                                         |
| 1979 | Victim of Love - Lançamento: 13 de outubro de 1979 - Formato: LP, cassette - Gravadora: Rocket                                | 41             | 20             | —              | 28             | 35             | 21             | —              | - Ouro                                                                           |
| 1980 | 21 at 33 - Lançamento: 13 de maio de 1980 - Formato: LP, cassette - Gravadora: Rocket                                         | 12             | 7              | —              | 10             | 13             | 10             | 21             | - Ouro - Ouro - Ouro                                                             |
| 1981 | The Fox - Lançamento: 20 de maio de 1981 - Formato: LP, cassette - Gravadora: Rocket                                          | 12             | 2              | 11             | 43             | 21             | 5              | 34             | - Platina                                                                        |
| 1982 | Jump Up! - Lançamento: 9 de abril de 1982 - Formato: LP, cassette - Gravadora: Rocket                                         | 13             | 3              | —              | 19             | 17             | 12             | 47             | - Platina - Ouro                                                                 |
| 1983 | Too Low for Zero - Lançamento: 30 de maio de 1983 - Formato: CD, LP, cassette - Gravadora: Rocket                             | 7              | 2              | —              | 17             | 25             | 11             | 15             | - Platina - Ouro - Platina - Platina - Ouro                                      |
| 1984 | Breaking Hearts - Lançamento: 9 de julho de 1984 - Formato: CD, LP, cassette - Gravadora: Rocket                              | 2              | 1              | 4              | 10             | 20             | —              | 5              | - Ouro - Platina                                                                 |
| 1985 | Ice on Fire - Lançamento: 7 de novembro de 1985 - Formato: CD, LP, cassette - Gravadora: Rocket                               | 3              | 6              | 9              | 49             | 48             | 14             | 5              | - Platina - Ouro - Ouro - Ouro - Ouro - Platina - 2× Platina                     |
| 1986 | Leather Jackets - Lançamento: 15 de outubro de 1986 - Formato: CD, LP, cassette - Gravadora: Rocket                           | 24             | 4              | 22             | 38             | 91             | —              | 21             | - Ouro                                                                           |
| 1988 | Reg Strikes Back - Lançamento: 1 de junho de 1988 - Formato: CD, LP, cassette - Gravadora: Rocket                             | 18             | 13             | 13             | 6              | 16             | 30             | 18             |                                                                                  |
| 1989 | Sleeping with the Past - Lançamento: 28 de agosto de 1989 - Formato: CD, LP, cassette - Gravadora: Rocket                     | 1              | 2              | 5              | 30             | 23             | 2              | 9              |                                                                                  |
| 1992 | The One - Lançamento: 22 de junho de 1992 - Formato: CD, LP, cassette - Gravadora: Rocket                                     | 2              | 2              | 1              | 7              | 8              | 1              | 1              |                                                                                  |
| 1995 | Made in England - Lançamento: - Formato: CD, LP, cassette - Gravadora: Rocket                                                 | 3              | 6              | 1              | 3              | 13             | 2              | 4              | - Ouro - Ouro - Platina - 2× Platina - Platina - Platina - Ouro - Platina        |
| 1997 | The Big Picture - Lançamento: 22 de setembro de 1997 - Formato: CD, LP, cassette - Gravadora: Rocket                          | 3              | 5              | 1              | 14             | 9              | 4              | 8              | - Platina - Platina - Ouro - Platina - Platina - Ouro - Platina - Ouro - Platina |
| 2001 | Songs from the West Coast - Lançamento: 1 de outubro de 2001 - Formato: CD, LP, cassette - Gravadora: Rocket/Mercury          | 2              | 7              | 15             | 9              | 15             | 19             | 14             | - 2× Platina - Ouro - Ouro - Platina - Ouro - Ouro - Ouro - Ouro                 |
| 2004 | Peachtree Road - Lançamento: 7 de novembro de 2004 - Formato: CD, LP - Gravadora: Rocket/Universal                            | 21             | 44             | 27             | 11             | 17             | 63             | 31             | - Ouro - Platina - Ouro                                                          |
| 2006 | The Captain & the Kid - Lançamento: 15 de setembro de 2006 - Formato: CD, LP - Gravadora: Rocket/Interscope                   | 6              | 37             | 37             | 12             | 18             | 56             | 25             | - Platina                                                                        |
| 2013 | The Diving Board - Lançamento: 16 de setembro de 2013 - Formato: CD, LP, download digital - Gravadora: Mercury/Capitol        | 3              | 26             | 13             | 7              | 4              | 24             | 11             | - Platina                                                                        |
| 2016 | Wonderful Crazy Night - Lançamento: 5 de fevereiro de 2016 - Formato: CD, LP, download digital - Gravadora: Rocket/Interscope | 6              | 11             | 8              | 18             | 8              | 35             | 10             |                                                                                  |

### Álbuns ao vivo
| Ano  | Álbum | Melhor Posição | Melhor Posição | Melhor Posição | Melhor Posição | Melhor Posição | Melhor Posição | Melhor Posição | Certificação |
| Ano  | Álbum | GBR            | AUS            | AUT            | CAN            | EUA            | FRA            | GER            | Certificação |
| ---- | --- | -------------- | -------------- | -------------- | -------------- | -------------- | -------------- | -------------- | ------------ |
| 1977 | 17-11-70 - Lançamento: 12 de março de 1971 - Formato: LP - Gravadora: DJM                                            | 20             | 20             | —              | 10             | 11             | —              | —              | —            |
| 1976 | Here and There - Lançamento: 30 de abril de 1976 - Formato: LP - Gravadora: DJM                                      | 6              | 11             | —              | 13             | 4              | —              | —              | —            |
| 1987 | Live in Australia - Lançamento: 13 de junho de 1987 - Formato: CD, LP, Cassette - Gravadora: Rocket                  | 43             | 5              | —              | 43             | 24             | —              | —              | —            |
| 2000 | One Night Only - The Greatest Hits - Lançamento: 21 de novembro de 2000 - Formato: CD, cassette - Gravadora: Mercury | 7              | 32             | 20             | —              | 65             | —              | 21             | —            |

### Trilhas sonoras
| Ano  | Álbum | Melhor Posição | Melhor Posição | Melhor Posição | Melhor Posição | Melhor Posição | Melhor Posição | Melhor Posição | Certificação |
| Ano  | Álbum | GBR            | AUS            | AUT            | CAN            | EUA            | FRA            | GER            | Certificação |
| ---- | --- | -------------- | -------------- | -------------- | -------------- | -------------- | -------------- | -------------- | ------------ |
| 1971 | Friends - Lançamento: 24 de março de 1971 - Formato: LP - Gravadora: Paramount                                | —              | 19             | —              | 17             | 36             | —              | —              | —            |
| 1994 | The Lion King - Lançamento: 31 de maio de 1994 - Formato: CD, cassette - Gravadora: Walt Disney               | —              | 3              | 4              | 1              | 1              | 1              | 7              | —            |
| 1999 | Elton John and Tim Rice's Aida - Lançamento: 22 de março de 1999 - Formato: CD, cassette - Gravadora: Rocket  | 29             | —              | 9              | —              | 41             | 24             | 23             | —            |
| 1999 | The Muse - Lançamento: 24 de agosto de 1999 - Formato: CD - Gravadora: PolyGram                               | —              | —              | —              | —              | —              | —              | —              | —            |
| 2000 | The Road to El Dorado - Lançamento: 14 de março de 2000 - Formato: CD, cassette - Gravadora: Dreamworks       | —              | —              | 40             | —              | 63             | —              | —              | —            |
| 2006 | Billy Elliot the Musical - Lançamento: 7 de fevereiro de 2006 - Formato: CD - Gravadora: Decca Broadway       | —              | —              | —              | —              | —              | —              | —              | —            |
| 2011 | Gnomeo & Juliet - Lançamento: 8 de fevereiro de 2011 - Formato: CD, download digital - Gravadora: Buena Vista | —              | —              | —              | —              | —              | —              | —              | —            |

### Extended plays (EPs)
| Ano  | Álbum                                                                                                 | Melhor Posição | Melhor Posição | Melhor Posição | Melhor Posição | Melhor Posição | Melhor Posição | Melhor Posição | Certificação |
| Ano  | Álbum                                                                                                 | GBR            | AUS            | AUT            | CAN            | EUA            | FRA            | GER            | Certificação |
| ---- | --- | -------------- | -------------- | -------------- | -------------- | -------------- | -------------- | -------------- | ------------ |
| 1979 | The Thom Bell Sessions - Lançamento: Junho de 1979 - Formato: LP - Gravadora: Rocket                  | —              | —              | —              | —              | 51             | —              | —              | —            |
| 1989 | The Complete Thom Bell Sessions - Lançamento: Fevereiro de 1989 - Formato: CD, LP - Gravadora: Rocket | —              | —              | —              | —              | —              | —              | —              | —            |
| 2003 | Remixed - Lançamento: 30 de dezembro de 2003 - Formato: CD - Gravadora: Rocket                        | —              | —              | —              | —              | —              | —              | —              | —            |

### Outros álbuns
| Ano  | Álbum                                                                                                   | Melhor Posição | Melhor Posição | Melhor Posição | Melhor Posição | Melhor Posição | Melhor Posição | Melhor Posição | Certificação |
| Ano  | Álbum                                                                                                   | GBR            | AUS            | AUT            | CAN            | EUA            | FRA            | GER            | Certificação |
| ---- | --- | -------------- | -------------- | -------------- | -------------- | -------------- | -------------- | -------------- | ------------ |
| 2005 | Elton John's Christmas Party - Lançamento: 10 de novembro de 2005 - Formato: CD - Gravadora: Hear Music | —              | —              | —              | —              | —              | —              | —              | —            |
| 2012 | Good Morning to the Night - Lançamento: 16 de julho de 2012 - Formato: CD - Gravadora: Mercury          | 1              | 40             | —              | —              | —              | —              | —              | —            |